# Små-Sundstjärnarna (Hackås socken, Jämtland, 696711-144641)
Små-Sundstjärnarna är en sjö i Bergs kommun i Jämtland och ingår i Ljungans huvudavrinningsområde.